# Cantó de Le Blanc
El cantó de Le Blanc és un cantó del departament francès de l'Indre, a la regió del Centre - Vall del Loira. Està inclòs al districte de Le Blanc i té 9 municipis. El cap cantonal és Le Blanc.

## Municipis
- Le Blanc
- Ciron
- Concremiers
- Douadic
- Ingrandes
- Pouligny-Saint-Pierre
- Rosnay
- Ruffec
- Saint-Aigny

## Història
| Data d'elecció                           | Identitat            | Partit                                    | Qualitat |
| ---------------------------------------- | -------------------- | ----------------------------------------- | -------- |
| 1945-1964                                | Ferdinand Séville    | SFIO                                      |          |
| 1964-1988                                | André Gasnier        | radical, després MRG, després UDF-radical |          |
| 1988-1997                                | Jean-Paul Chanteguet | PS                                        |          |
| 1997-                                    | Alain Pasquer        | PS                                        |          |
| les dades anteriors no són pas conegudes |                      |                                           |          |
|                                          |                      |                                           |          |

## Demografia
| A partir de 1990: Població sense dobles comptes |